# تركبيات تعدادية

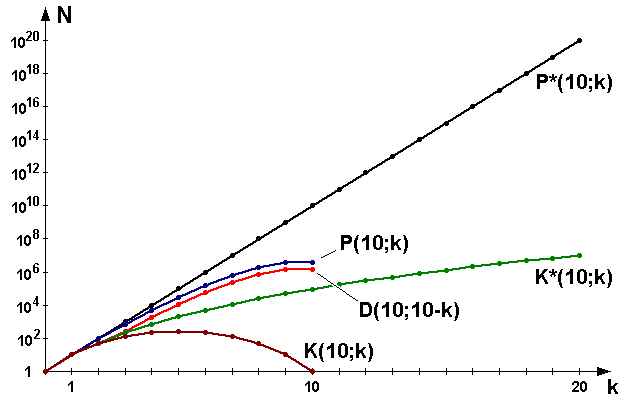
تشكل أنماط معينة بتكرار وبدون تكرار

التركبيات التعدادية (بالإنجليزية: Enumerative combinatorics)‏ هي مجال من مجالات التركيبات التي تتعامل مع عدد الطرق التي يمكن أن تتشكل بها أنماط معينة. مثالان على هذا النوع من المشاكل هما حساب التوفيقات وإحصاء التباديل. بشكل أكثر عمومية، بالنظر إلى مجموعة لا نهائية من المجموعات المحدودة Si المفهرسة بالأعداد الطبيعية، تسعى التركبيات التعدادية إلى وصف دالة العد التي تعد عدد الكائنات في Sn  لكل n. على الرغم من أن حساب عدد العناصر في مجموعة ما هو مسألة رياضية واسعة إلى حد ما، إلا أن العديد من المشكلات التي تنشأ في التطبيقات لها وصف توافيقي بسيط نسبيًا. توفر الطريقة الاثني عشر إطارًا موحدًا لحساب التباديل والتركيبات والتجزئة.